# Jan-Philipp Marks
Jan-Philipp Marks (* 3. April 1992 in Hamburg) ist ein ehemaliger deutscher Volleyballspieler und Trainer. Der Außenangreifer wurde mit Haching und Düren jeweils Dritter in der Bundesliga. Anschließend war er beim Zweitligisten SV Lindow-Gransee als Spieler und Trainer tätig.

## Karriere
Marks begann seine Karriere 2004 beim Nachwuchs des Schweriner SC. 2010 setzte der Außenangreifer seine sportliche Ausbildung beim VC Olympia Berlin fort und spielte mit der Nachwuchsmannschaft in der Bundesliga. Im gleichen Jahr nahm er mit der deutschen Junioren-Nationalmannschaft an der Europameisterschaft teil und erreichte mit dem Team den sechsten Platz. 2011 schaffte er mit den Junioren die Qualifikation für die Weltmeisterschaft. Ab 2011 studierte er an der University of Hawaii und spielte im Universitätsteam Warriors.
2013 wechselte Marks, dessen Brüder Nicolas und Christoph ebenfalls Volleyball spielen, zum Bundesligisten Generali Haching. Mit Haching erreichte er im DVV-Pokal und in den Playoffs der Bundesliga jeweils das Halbfinale. 2014 wurde der Außenangreifer vom Bundesliga-Konkurrenten SWD Powervolleys Düren verpflichtet. In der Saison 2014/15 erreichte er mit Düren das Halbfinale im DVV-Pokal und den dritten Platz in der Bundesliga. Im CEV-Pokal 2015/16 kam er mit den SWD Powervolleys bis ins Viertelfinale gegen Sir Safety Perugia. Kurz vor dem Playoff-Viertelfinale trennte sich der Verein von Marks.
Marks spielte in der Saison 2016/17 beim Zweitligisten SV Lindow-Gransee. Anschließend wurde er Trainer der Mannschaft. In der Saison 2019/20 übte er diese Tätigkeit noch sporadisch aus und spielte in der Berlinliga beim Berliner TSC.